# Claus D.
Le Claus D. est un ancien remorqueur à vapeur construit en 1913 qui est maintenant amarré au Museumshafen Oevelgönne (port-musée d'Oevelgönne) à Hambourg.
Il est classé monument historique en Allemagne (Denkmal).

## Historique

### En tant que Schulau
Schulau a été construit en 1913 comme construction no. 540 construit à la Schiffswerfte und Maschinenfabrik AG (anciennement Janssen & Schmilinsky (de)) à Hambourg et vendu à la J.H.N. Heymann. En mars 1933, la compagnie de remorqueurs J.P.W. Lütgens a racheté le remorqueur et l'a appelé Moorfleth. Il servait à transporter du minerai et du gravier et tirait  des barges sur l'Elbe.

### En tant que Claus D.
En 1956, Carl Robert Eckelmann a repris la société Lütgens, y compris le parc naval. En 1957, le navire a reçu une nouvelle chaudière à vapeur au chantier naval M. A. Flint et a été rebaptisé Claus D. Le remorqueur a été l'un des premiers du genre à fonctionner au pétrole lourd et a ensuite été utilisé comme remorqueur de barge dans le port de Hambourg, sur l'Elbe et parfois jusqu'au Fœrde de Kiel.

### Dernier bateau à vapeur actif dans le port de Hambourg
Lorsque l'ère des remorqueurs à vapeur a pris fin dans les années 1970, le Claus D. n'était utilisé que comme générateur de vapeur pour nettoyer les pétroliers et le navire était équipé d'un encombrant pare-étincelles dans la cheminée. Il fut encore utilisé jusqu'en 1983.

### Transfert au port musée Oevelgönne
En 1984, Carl Robert Eckelmann a remis le remorqueur à vapeur au Museumshafen Oevelgönne e.V., où il a été entretenu par une équipe de bénévoles. Depuis lors, le navire est régulièrement en service lors d'occasions spéciales telles que l'anniversaire du port de Hambourg ou le festival du port.
Le 24 août 2013, le navire a été classé monument historique en Allemagne.

## Galerie

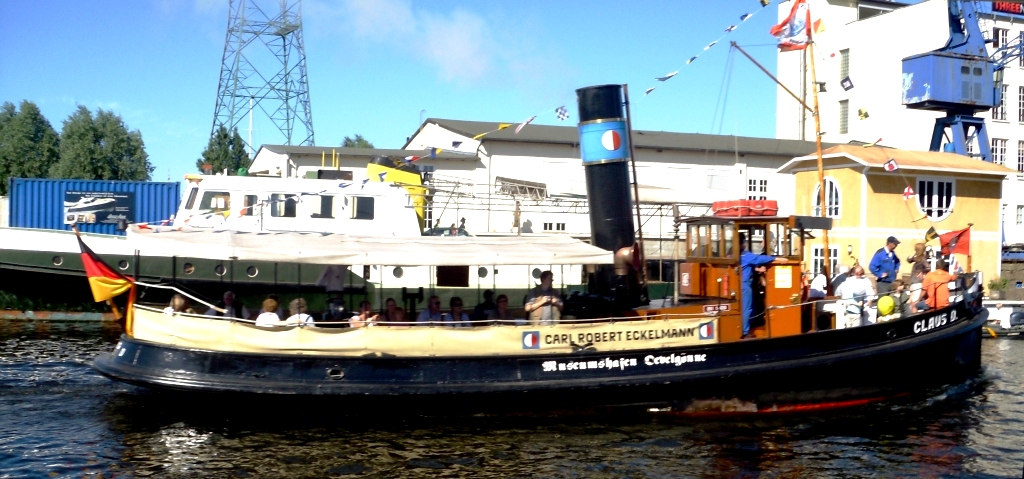
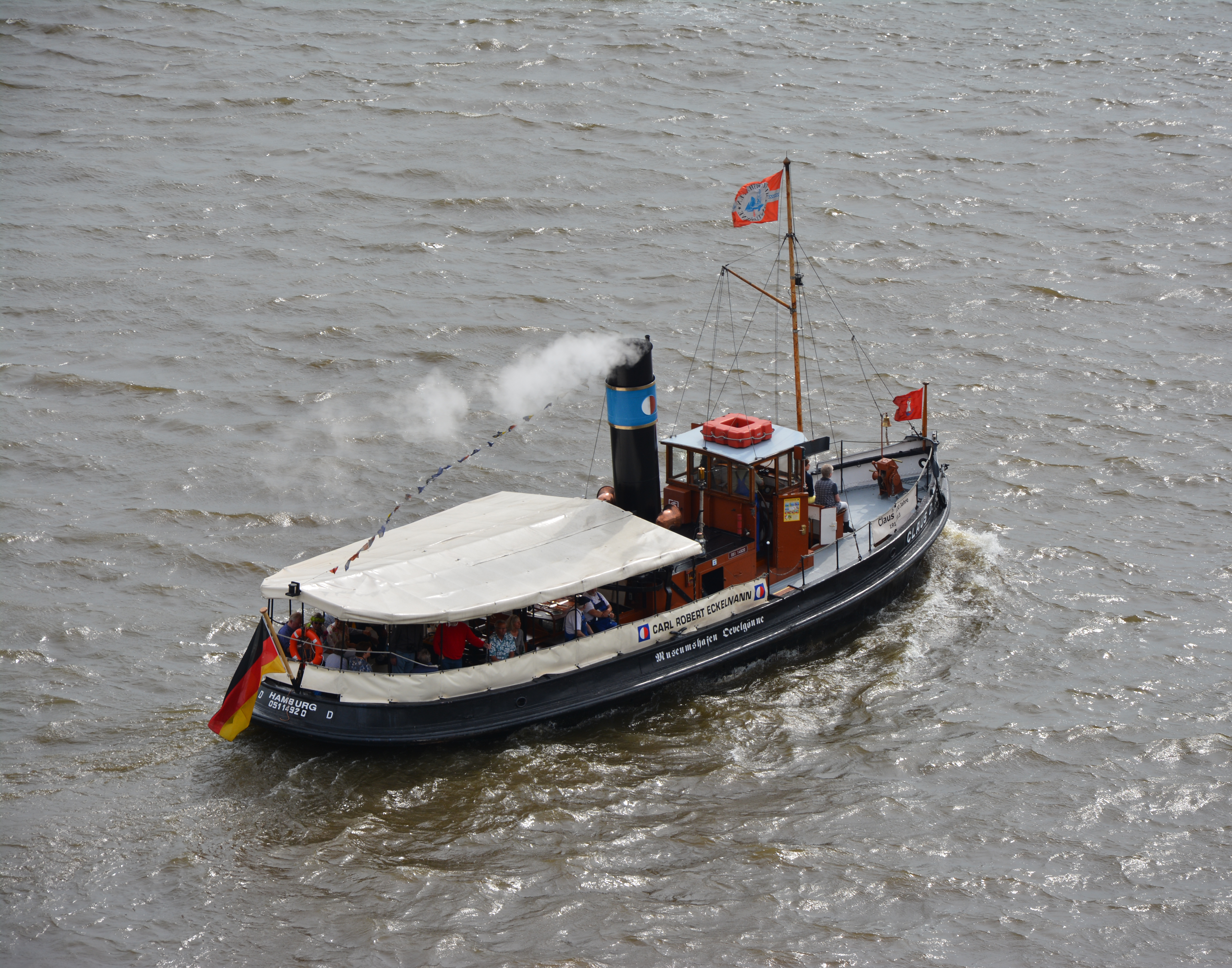